# Professioneel vuurwerk
Professioneel vuurwerk of grootvuurwerk is vuurwerk dat bestemd is te worden afgestoken door een deskundige, die doorgaans beroepsmatig met vuurwerk bezig is (een pyrotechnicus). Dergelijk vuurwerk is in de regel niet voor particulieren te koop. Dit staat tegenover het kleinvuurwerk dat (ook) door particulieren mag worden aangeschaft en afgestoken.